# Bani Bu’ajjasz
Bani Bu’ajjasz (arab. بني بوعياش, Banī Būʿayyāš; fr. Bni Bouayach) – miasto w północnym Maroku, w regionie Tanger-Tetuan-Al-Husajma, w prowincji Al-Husajma. W 2014 roku liczyło 18 271 mieszkańców.